# Deutsch-Ostafrika
Deutsch-Ostafrika war die Bezeichnung einer von 1885 bis 1918 bestehenden deutschen Kolonie, die wie andere solche Kolonien „Schutzgebiet“ genannt wurde. Das Gebiet umfasste die heutigen Länder Tansania (ohne Sansibar), Burundi und Ruanda sowie ein kleines Gebiet im heutigen Mosambik. Mit einer Gesamtfläche von 995.000 km² war Deutsch-Ostafrika nahezu doppelt so groß wie die Fläche des damaligen Deutschen Reiches. Es war mit rund 7,75 Millionen Einwohnern die größte und bevölkerungsreichste Kolonie des Deutschen Reiches.

## Gründung als private Kolonie der Deutsch-Ostafrikanischen Gesellschaft

Lage Deutsch-Ostafrikas und anderer deutscher Kolonien in Afrika

### Politischer Hintergrund
In den 1880er Jahren wurden in Deutschland Stimmen laut, die eine verstärkte Kolonialpolitik forderten. Reichskanzler Otto von Bismarck lehnte dies am Anfang ab, da er sich außenpolitisch auf Europa konzentrieren wollte. Doch befürchtete soziale und wirtschaftliche Spannungen bewogen deutsche Kolonialbefürworter zum Handeln. So forderte die Wirtschaft neue Absatzmärkte, die den anderen europäischen Kolonialmächten bereits großen Reichtum einbrächten. Herrschende Wirtschaftskreise erhofften sich eine Schwächung der erstarkenden Arbeiterbewegung durch eine Auswanderungskampagne mit Ziel der Besiedlung eines „deutschen Indiens“ in Übersee, wo es angeblich glänzende Entwicklungsmöglichkeiten gäbe. Diese Idee fiel auf fruchtbaren Boden in nationalistisch gesinnten Kreisen des Bürgertums und des Adels.

### Die Deutsch-Ostafrikanische Gesellschaft

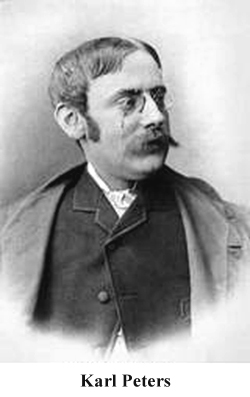
Karl Peters

Die treibende Kraft bei der Koloniegründung war der Pastorensohn Carl Peters, der sich durch die von ihm selbst gegründete Gesellschaft für deutsche Kolonisation den Auftrag erteilen ließ, Gebiete in Afrika in Besitz zu nehmen. Am 10. November 1884 kam Peters mit Begleitern in Sansibar an. Er reiste getarnt, da sein Vorhaben gegenüber den Briten und dem Sultan von Sansibar unentdeckt bleiben sollte.
Wenig später wurden die ersten „Schutzverträge“ auf dem Festland abgeschlossen, mit denen die Kolonisationsgesellschaft ihre Ansprüche auf Gebiete im heutigen Tansania begründete, deren eigentlicher Sinn von den unterzeichnenden Häuptlingen jedoch zumeist nicht verstanden wurde. Reichskanzler Bismarck war zunächst gegen die Gründung der Kolonie, hatte im November 1884 dem britischen Gesandten Malet mitgeteilt, dass Deutschland keine Absichten auf Sansibar habe, und die deutsche Vertretung in Sansibar angewiesen, Peters keine Unterstützung zu gewähren. Als Peters mit seinen Verträgen während der Kongokonferenz nach Berlin zurückkehrte und mit einer Vereinbarung mit dem belgischen König Leopold II. drohte, lenkte der Kanzler aus innenpolitischen Gründen ein und erließ am 27. Februar 1885 einen durch Kaiser Wilhelm I. unterzeichneten Schutzbrief. Dieser Schutzbrief legitimierte die Besetzung ostafrikanischer Gebiete unter dem Namen Deutsch-Ostafrika, nachdem der von Peters’ Freunden erwogene Name Petersland von demselben abgelehnt worden war.

Flagge der Deutsch-Ostafrikanischen Gesellschaft (Petersflagge)

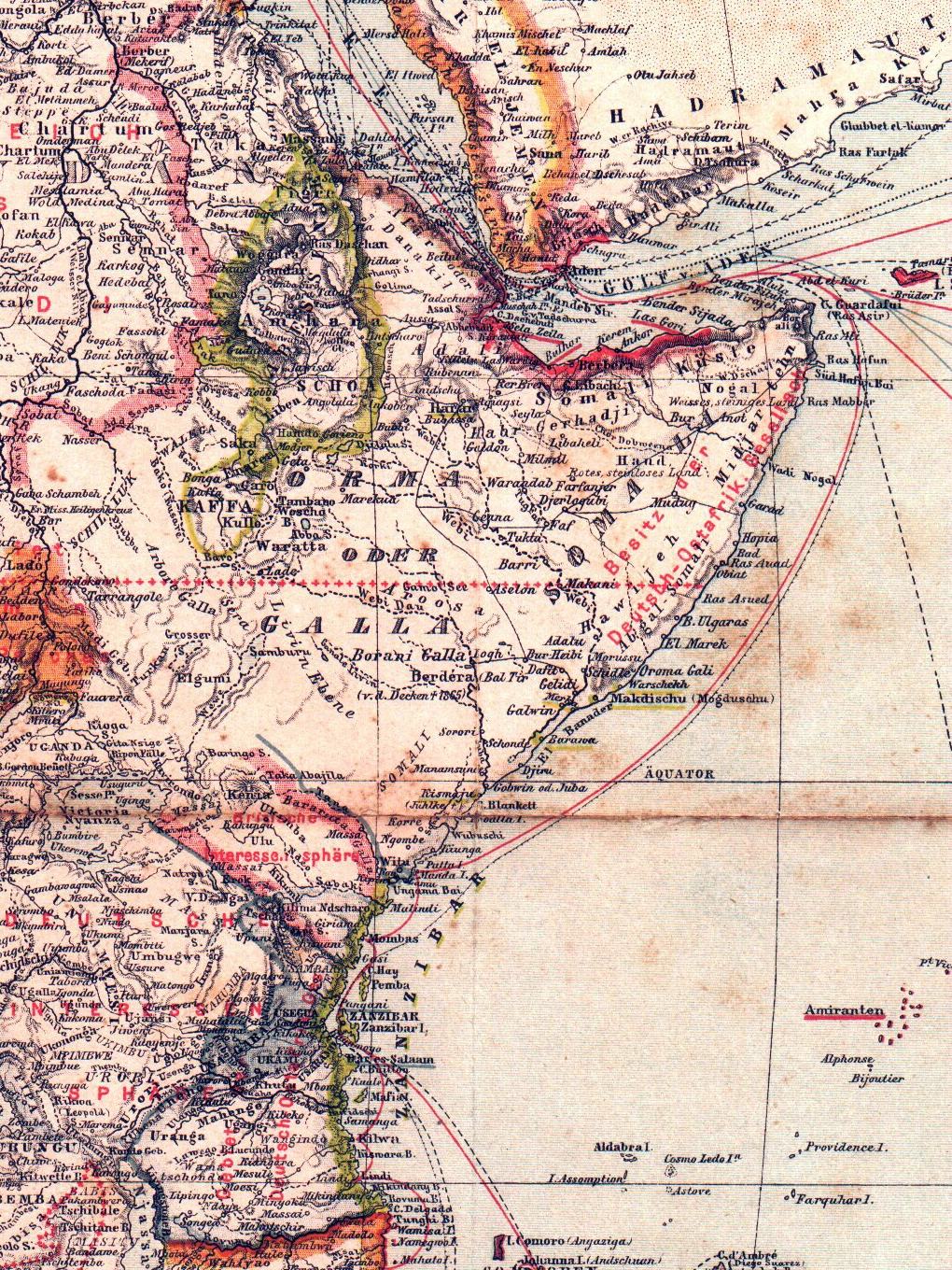
Brockhaus-Übersicht 1887, Ostafrika: auch die Somaliküste ist beschriftet als Besitz der Deutsch-Ostafrikanischen Gesellschaft

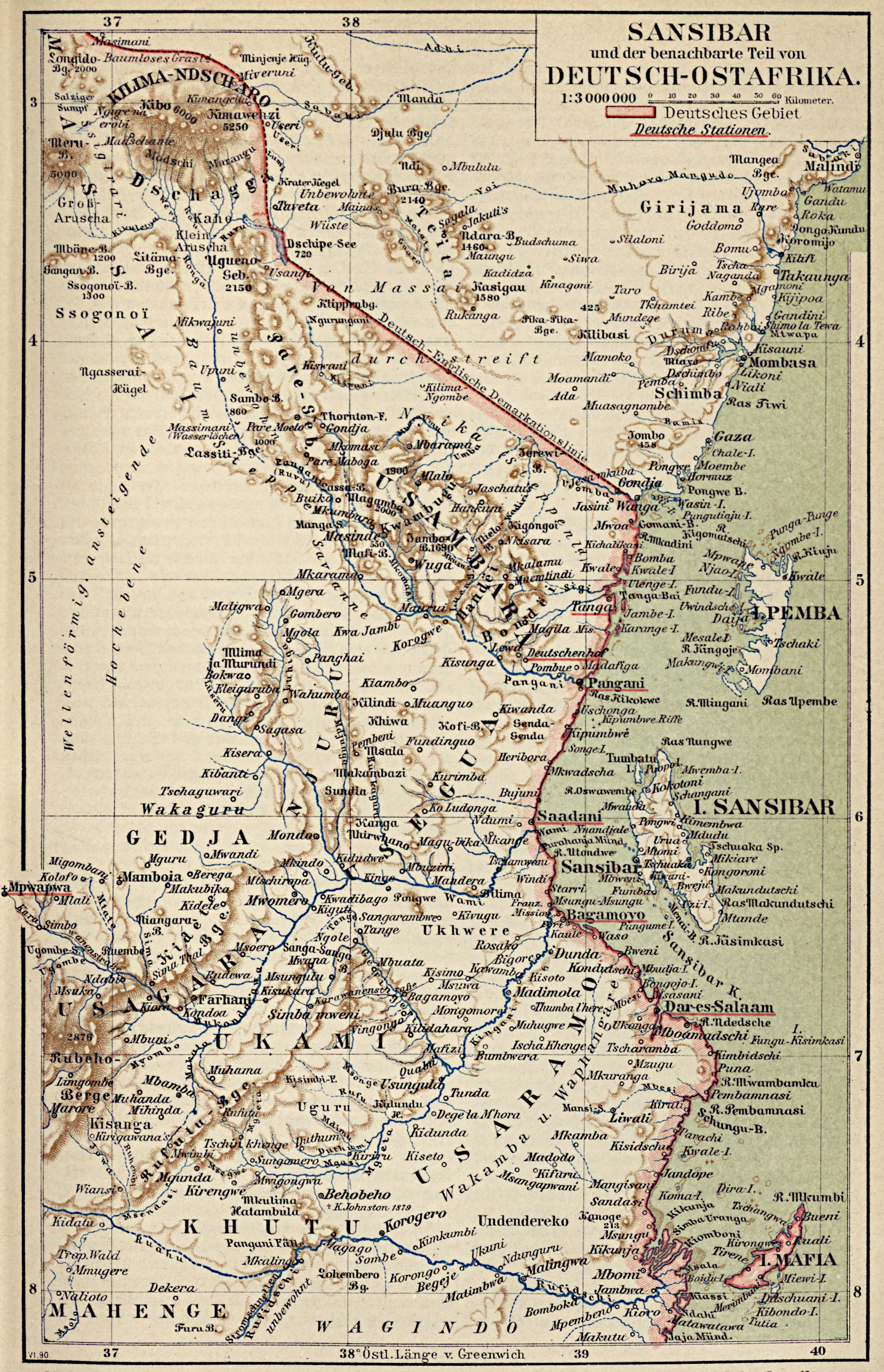
Historische Karte (um 1890, zu Beginn des Küstenaufstands)

Die inzwischen umbenannte Deutsch-Ostafrikanische Gesellschaft (DOAG) unter Peters’ Leitung hatte nun den Rückhalt des Deutschen Reiches und weitete den Bereich ihrer durch „Schutzverträge“ gewonnenen Ansprüche aus. Diese Expansion traf auf den Protest der Regierung von Sansibar, die die Küste des ostafrikanischen Festlands zwischen Mosambik und Somalia beherrschte und auch das Hinterland bis hin zum Kongogebiet beanspruchte, in dem es abseits der Karawanenrouten aber nur wenig Einfluss hatte. Sie richtete am 27. April 1885 eine Protestnote an den Kaiser und verstärkte ihre Truppen auf dem Festland. Bismarck entsandte trotz großer Bedenken daraufhin ein Marinegeschwader unter Admiral Knorr nach Sansibar und zwang den Sultan so zur Anerkennung der DOAG-Erwerbungen. Gleichzeitig versuchte die DOAG, auch die gesamte Somaliküste zwischen Buur Gaabo und Aluula zu erwerben.
Im Folgejahr einigten sich dann Deutschland und Großbritannien im Britisch-Deutschen Abkommen über die Abgrenzung ihrer Einflusssphären in Ostafrika vom 1. November 1886; dabei wurde die Anerkennung der Souveränität Sansibars vereinbart und der Besitz des Sultans auf einem 10 Meilen breiten Festlandsstreifen zwischen Kionga und der Tanamündung, einige Städte in Somalia sowie die Inseln Sansibar, Pemba, Mafia und Lamu beschränkt. Zugleich versprach die britische Seite, ihren Einfluss beim Sultan geltend zu machen, damit dieser einer Verpachtung der Hafenverwaltung von Daressalaam und Pangani an die DOAG zustimme – ohne Zugang zum Meer war der Wert der Erwerbungen auf dem Festland sehr beschränkt.
Ausgehend von dieser deutsch-britischen Übereinkunft, die den Sultan unter Druck setzte, gelang es Peters 1887, mit dem Sultan einen Vertrag über die Verwaltung des gesamten sansibarischen Küstenstreifens zwischen den beiden Flüssen Umba und Rovuma abzuschließen. Danach sollte die DOAG die Verwaltung des sansibarischen Festlandsgebietes und die Erhebung der Küstenzölle im Namen des Sultans gegen eine jährliche Pachtsumme übernehmen.

### Aufstand an der Küste

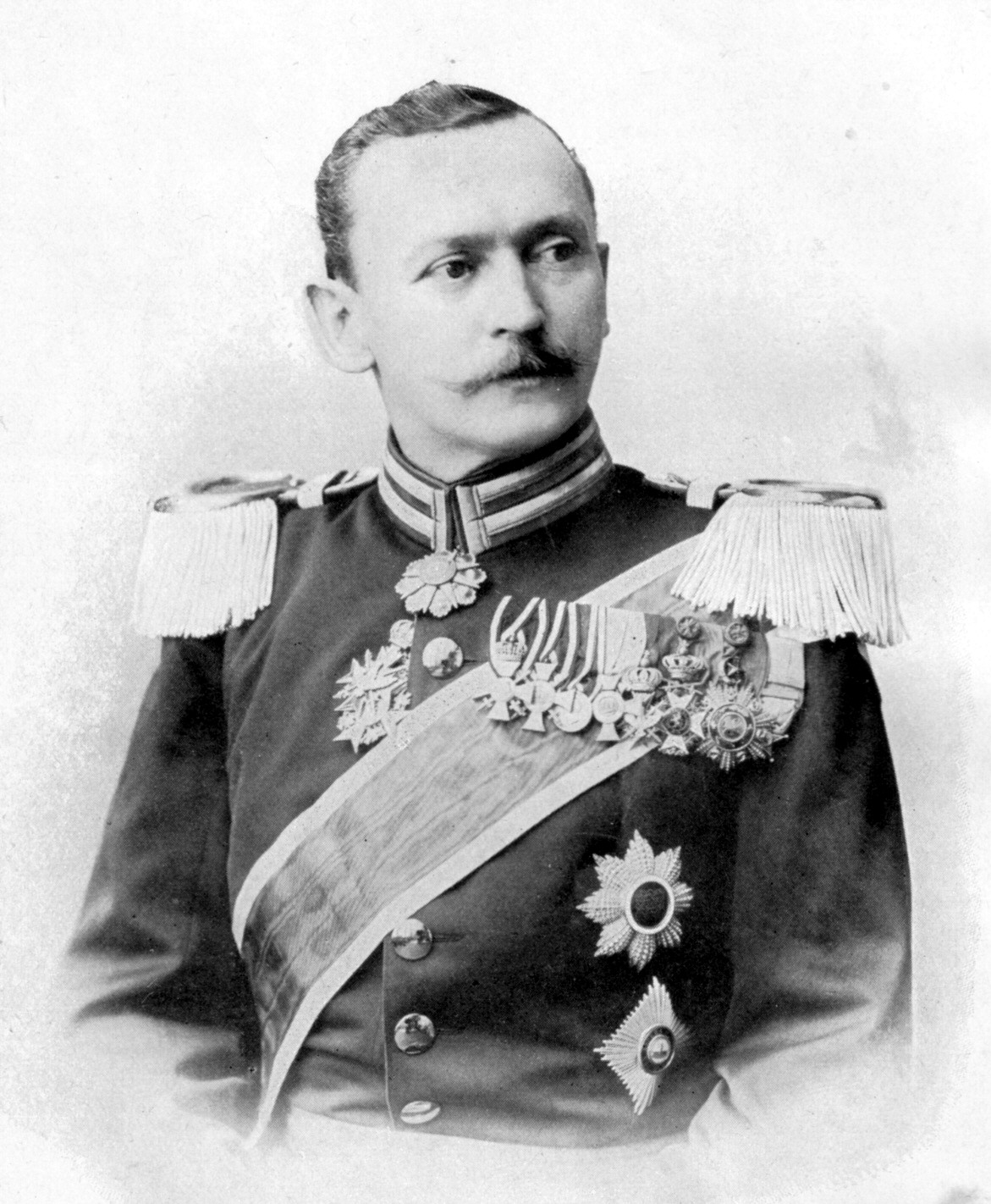
Hermann von Wissmann

Als der Vertrag 1888 in Kraft trat, kam es sofort zum Aufstand eines Großteils der Küstenbevölkerung unter Buschiri bin Salim von Tanga im Norden bis Lindi im Süden gegen die Versuche der deutschen Inbesitznahme (der sogenannte Araberaufstand). Die lose Herrschaft der DOAG brach zusammen und nur durch den Einsatz von deutschen Marinesoldaten konnten die Stationen Bagamoyo und Daressalaam gehalten werden.
Daraufhin entsandte die Reichsregierung den jungen afrikaerfahrenen Offizier Hermann Wissmann als Reichskommissar nach Ostafrika. Mit Hilfe einer Söldnertruppe aus deutschen Offizieren sowie sudanesischen und Zulu-Söldnern gelang es, die Revolte niederzuschlagen. Der Anführer des Aufstands Buschiri bin Salim wurde am 15. Dezember 1889 hingerichtet. Der Öffentlichkeit gegenüber wurde das Eingreifen des Reiches als Maßnahme gegen den arabischen Sklavenhandel dargestellt, die in Übereinstimmung mit den internationalen Rechtsbestimmungen der Kongoakte vorgenommen wurde. Tatsächlich wurde der von Arabern dominierte ostafrikanische Sklavenhandel, dem über die Jahrhunderte insgesamt hunderttausende von Menschen zum Opfer gefallen waren, von den Deutschen und Briten langfristig erfolgreich unterbunden.
Während an der Küste die DOAG-Herrschaft faktisch schon beendet war, bereiste Peters wieder das Hinterland, um im Bereich des Viktoriasees Verträge abzuschließen. Er erzielte dabei im Februar 1890 auch ein Abkommen mit dem Herrscher von Buganda.

## Übernahme der Kolonie durch das Reich
Faktisch war mit dem Eintreffen des Reichskommissars Wissmann die Kontrolle bereits auf den deutschen Staat übergegangen. Während des Jahres 1890 wurden die Bestimmungen ausgehandelt, unter denen das Reich auch formell die Besitzansprüche der DOAG übernehmen sollte.

### Grenzziehung

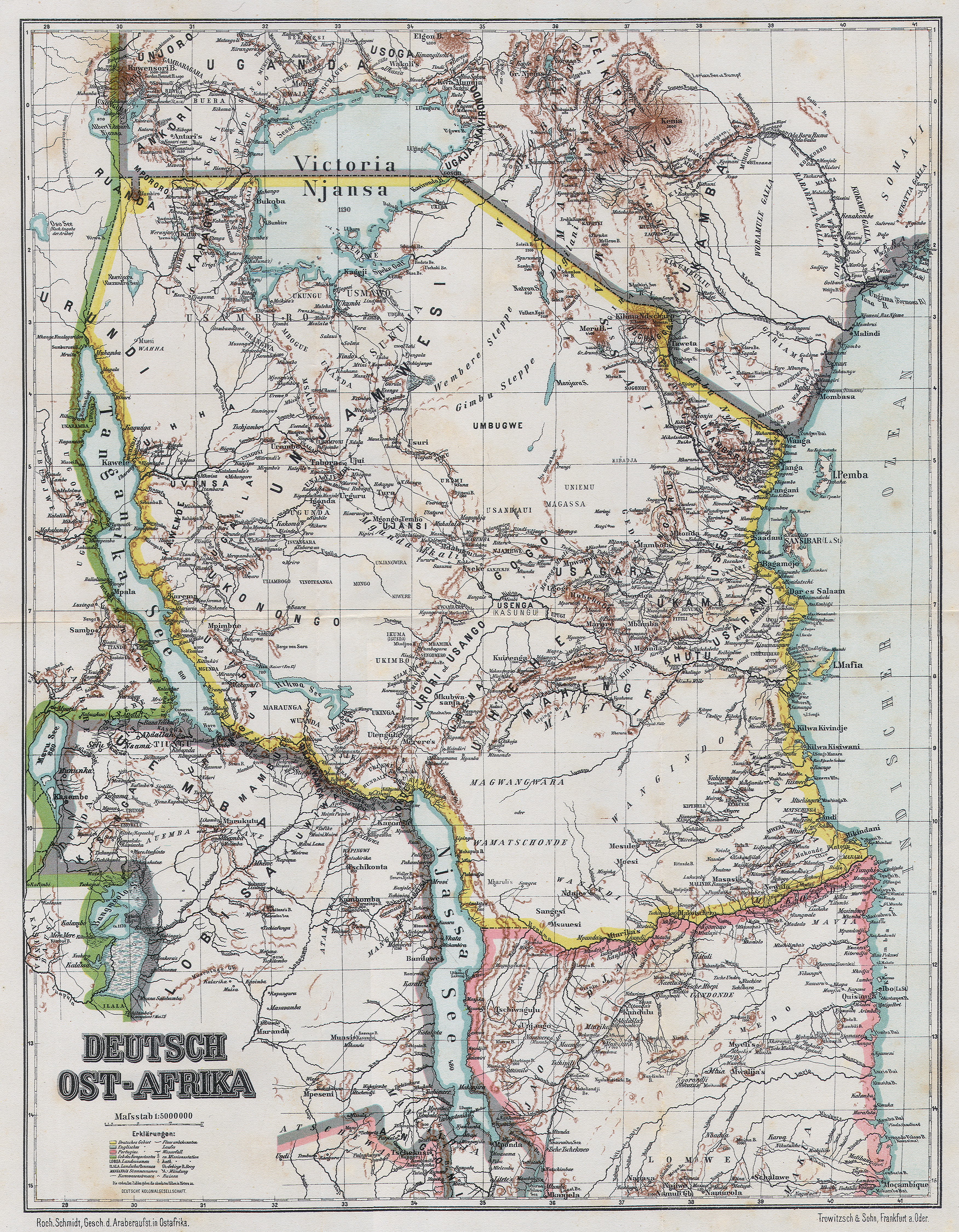
Deutsch Ost-Afrika (1892, nach dem Sansibar-Helgoland-Vertrag)

Am 1. Juli 1890 wurde der Helgoland-Sansibar-Vertrag zwischen Deutschland und Großbritannien abgeschlossen. Der Vertrag regelte die Übergabe der Nordseeinsel Helgoland und des Caprivizipfels (heute Teil von Namibia) an das Deutsche Reich, während das Wituland (heute Teil Kenias) und die Ansprüche auf Uganda an Großbritannien abgetreten wurden. Damit schob die Regierung den Bestrebungen Peters’ einen endgültigen Riegel vor, der in der Zwischenzeit versucht hatte, durch Vertragsabschlüsse mit dem Kabaka von Buganda eine nochmalige Erweiterung des DOAG-Gebietes zu betreiben. Das Gebiet westlich des Tanganjikasees, für das Paul Reichard Reichsschutz erbeten hatte, war bereits als Teil des Kongostaats anerkannt worden.
Nach einem Grenzkonflikt mit Portugal wurde 1894 lediglich noch das kleine Kionga-Dreieck im äußersten Südosten des Schutzgebietes angegliedert.

### Festigung der Kolonialherrschaft

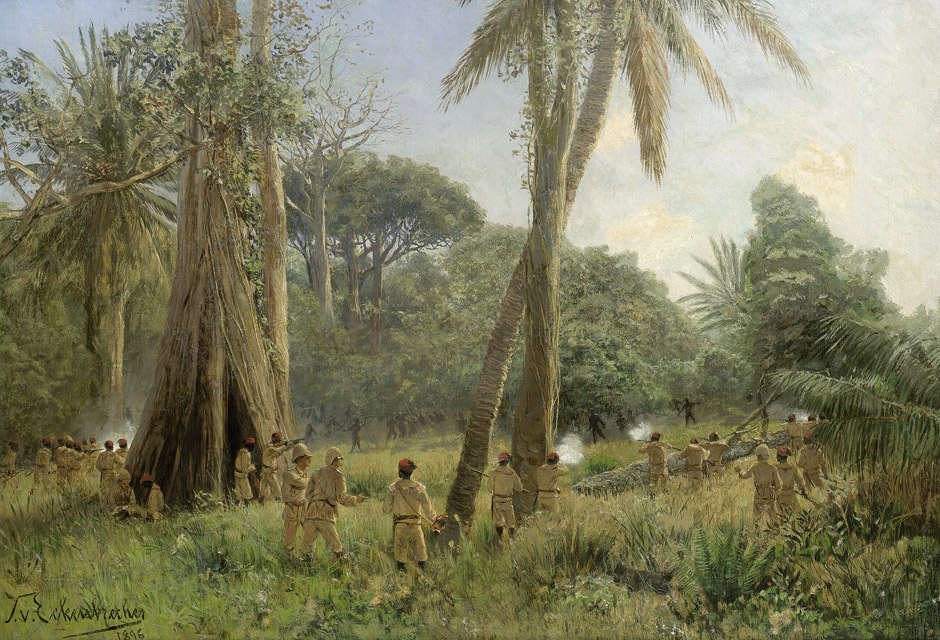
Konflikt in Deutsch-Ostafrika: Kolonialherren und Askaris schießen auf Einheimische (Gemälde von Themistokles von Eckenbrecher, 1896)

1891 wurde Deutsch-Ostafrika als „Schutzgebiet“ offiziell der Verwaltung durch das Deutsche Reich unterstellt, und Wissmanns Soldaten erhielten die offizielle Bezeichnung Schutztruppe. Erster Zivilgouverneur war 1891–1893 Julius Freiherr von Soden. Ihm folgte 1893–1895 Oberst Friedrich von Schele, der nach Auseinandersetzungen mit den Massai 1894 eine Militärexpedition gegen die Hehe durchführte und die Festung Kuironga des Chiefs Mkwawa eroberte. Peters war 1891 zum Reichskommissar für das Gebiet am Kilimandscharo ernannt worden, aber er wurde schon 1892 nach Deutschland zurückberufen.
Unter Gouverneur Eduard von Liebert (1897–1901) führte die Schutztruppe weitere Kriegszüge durch und brachte den größten Teil des Landes unter ihre Kontrolle, darunter 1898 auch die Hehe. Hilfreich war dabei auch der gestürzte Sultan Chalid ibn Barghasch von Sansibar, der in Daressalam einen beruhigenden Einfluss auf die ostafrikanische Aristokratie ausübte.

### Verwaltungsgliederung
Die Verwaltungsorganisation entwickelte sich von der Küste in das Landesinnere. An der Küste wurden Bezirke als Verwaltungsorganisationen eingerichtet, im Landesinneren zunächst Militärstationen. 1888 waren Bagamojo, Daressalam, Kilwa, Lindi, Mikindani, Pangani und Tanga Sitze von Bezirkschefs der Deutsch-Ostafrikanischen Gesellschaft.
1890 gliederte das Deutsche Reich die Kolonie in eine nördliche und eine südliche Provinz. 1891 kehrte man zu der Einteilung in Bezirke zurück. Es wurden fünf Bezirke an der Küste eingerichtet, denen ein Bezirkshauptmann vorstand. Mit der Stabilisierung der militärischen Situation im Binnenland wurden die dortigen Militärstationen Schritt für Schritt in Bezirke umgewandelt. 1893 bestanden die sieben Bezirke Bagamojo, Daressalam, Kilwa, Lindi, Pangani, Tabora und Langenburg. Der Bezirkshauptmann trug nun den Titel Bezirksamtmann. In den Folgejahren wurde die Militärstation Kilossa in einen Bezirk umgewandelt und der Bezirk Rufiji neu eingerichtet.
Die Kolonie war 1905 in 22 Bezirke eingeteilt; 10 von ihnen unterstanden Bezirksämtern der Zivilverwaltung und weitere 12 als „Militärbezirke“ den Befehlshabern der Schutztruppe. Zudem bestanden 14 Bezirksnebenstellen (Stand 1912).

Bezirksämter in Deutsch-Ostafrika (Auswahl)
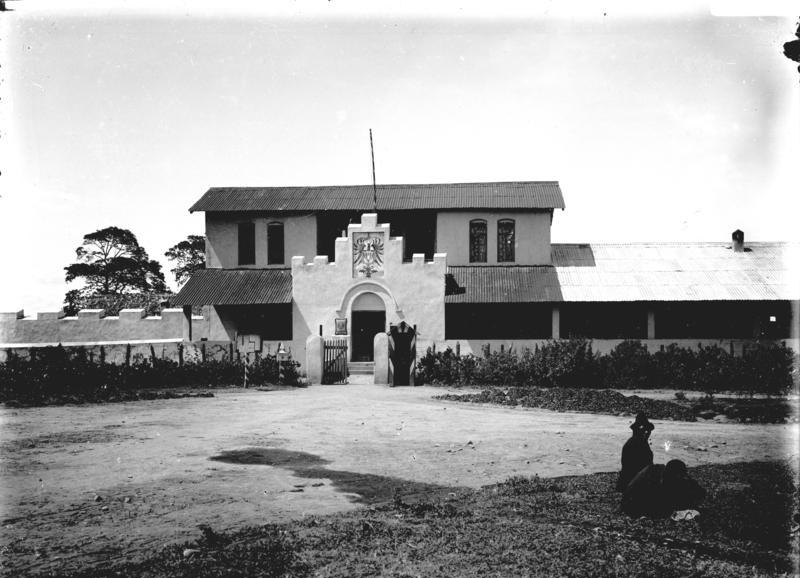
Aruscha
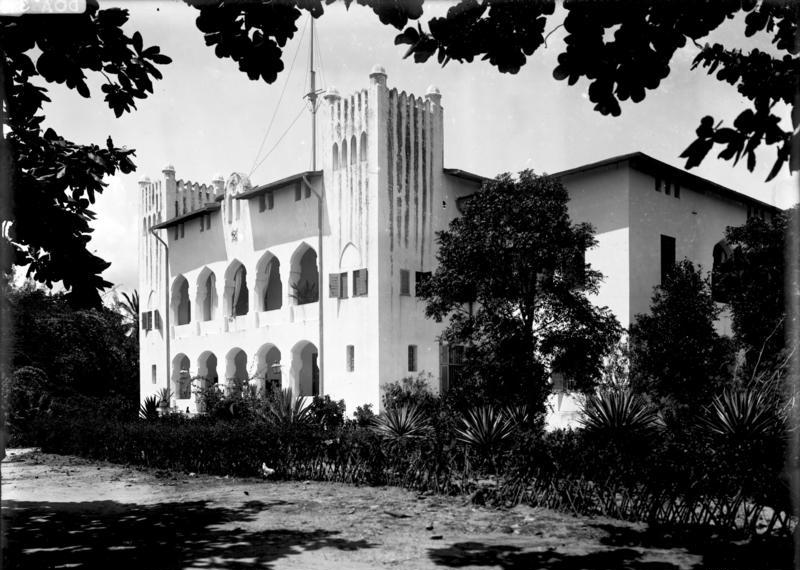
Bagamojo
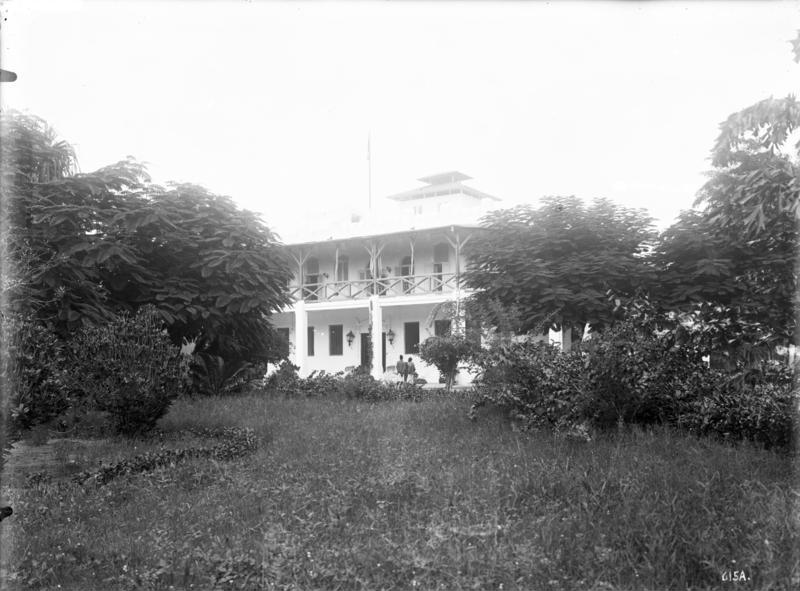
Pangani
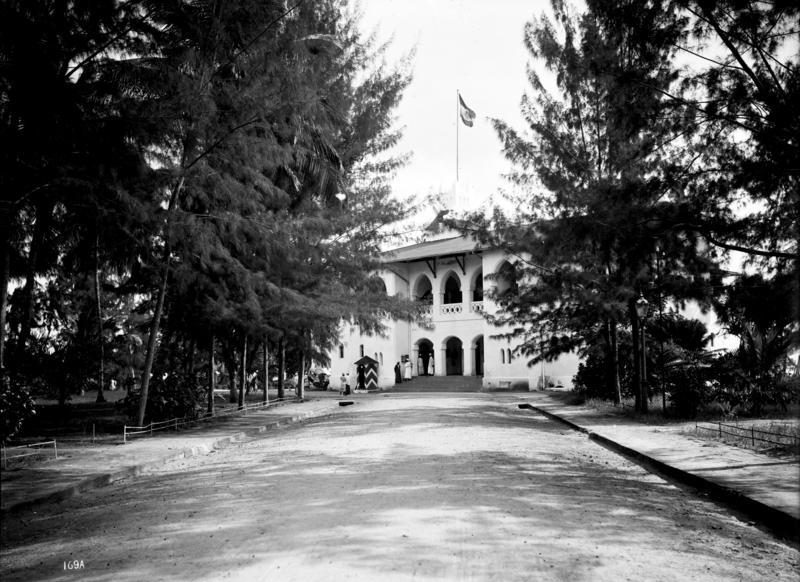
Tanga

#### Bezirksämter
1. Wilhelmstal
2. Tanga
3. Pangani
4. Bagamojo
5. Daressalam
6. Rufiji
7. Morogoro
8. Kilwa
9. Lindi
10. Langenburg

#### Militärbezirke
1. Usumbura (heute: Bujumbura/Burundi)
2. Bukoba
3. Muansa
4. Udjidji
5. Tabora
6. Kilimatinde
7. Moschi
8. Mpapua
9. Bismarckburg
10. Iringa
11. Mahenge
12. Ssongea

1906 wurden aus den Militärbezirken Usumbura und Bukoba die Residenturen Ruanda, Urundi und Bukoba gebildet. Diese waren die Vertretungen des Schutzgebietes bei den dortigen Sultanaten im Bereich Uhaya (Bukoba), Ruanda und Urundi. Hier orientierte sich die deutsche Herrschaft am britischen System der "indirect rule".
1914 bestanden 19 zivile Bezirksämter. Iringa und Mahenge waren Militärbezirke.

### Währung

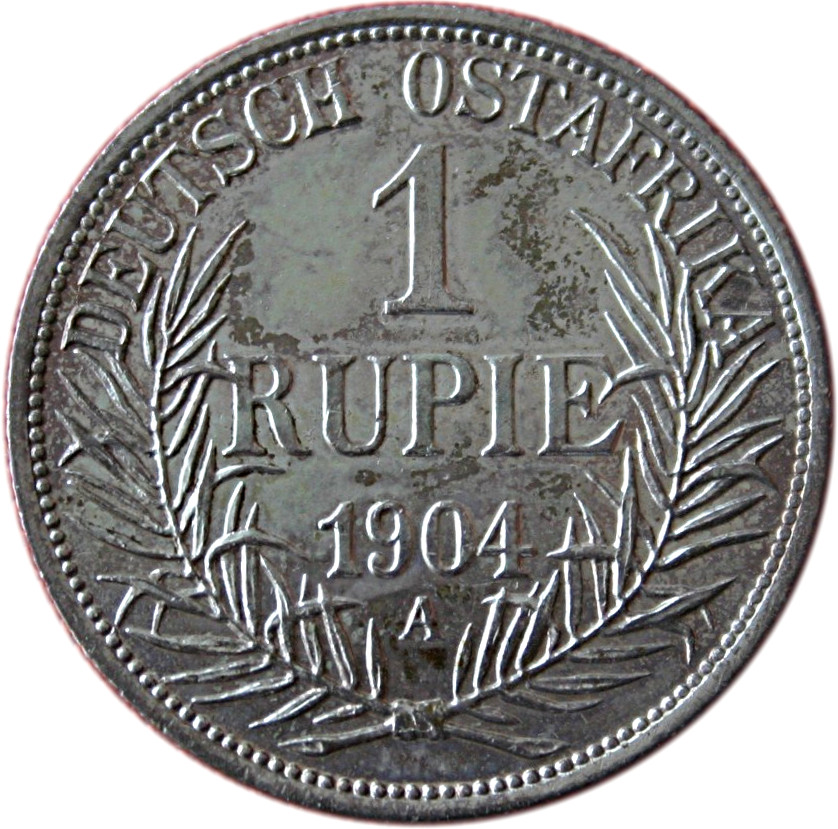
1-Rupie-Silbermünze von 1904

Von 1890 bis 1916 war die Deutsch-Ostafrikanische Rupie die Währung in Deutsch-Ostafrika. In Tanganjika zirkulierte sie noch bis 1920.

### Rechtspflege
Die Rechtspflege gegenüber der deutschen Bevölkerung und den ihnen als „Schutzgenossen“ gleichgestellten Europäern erfolgte durch Bezirksgerichte und das Obergericht in Daressalam. Bezirksgerichte bestanden im Jahre 1914 in Daressalam, Tanga, Muansa, Moshi und Tabora. Diese Gerichte waren auch verantwortlich gegenüber den wenigen Europäern in den Sultanaten Ruanda und Burundi.
Gegenüber der einheimischen Bevölkerung waren grundsätzlich Bezirksamtsmänner als Vorsteher der Verwaltungsbezirke mit der Strafrechtspflege betraut. Die Zuständigkeit der Bezirksgerichte und des Obergerichts bestand ausdrücklich nicht. Häufig wurden Stammeshäuptlingen die Jurisdiktion über ihre Stammesangehörigen belassen; so konnten diese Geldstrafen bis zu 100 Rupien verhängen. Sofern der Bezirksamtsmann die Rechtsprechung übernahm, wurden Dorfälteste zu einheimischen Richtern, sogenannten „Walis“ berufen, die den deutschen Beamten hinsichtlich der strafrechtlichen Sitten und Gebräuche beratend zur Seite standen.

### Flaggen
Die Flagge des Gouverneurs von Deutsch-Ostafrika wurde ab 1891 verwendet. Im Jahr 1914 wurde ein Wappen sowie eine Flagge für Deutsch-Ostafrika geplant, jedoch aufgrund des Kriegsbeginns nicht mehr eingeführt.

Flagge des Gouverneurs von Deutsch-Ostafrika
Geplantes Wappen
Entwurf für eine geplante Flagge

## Wirtschaft und Verkehr

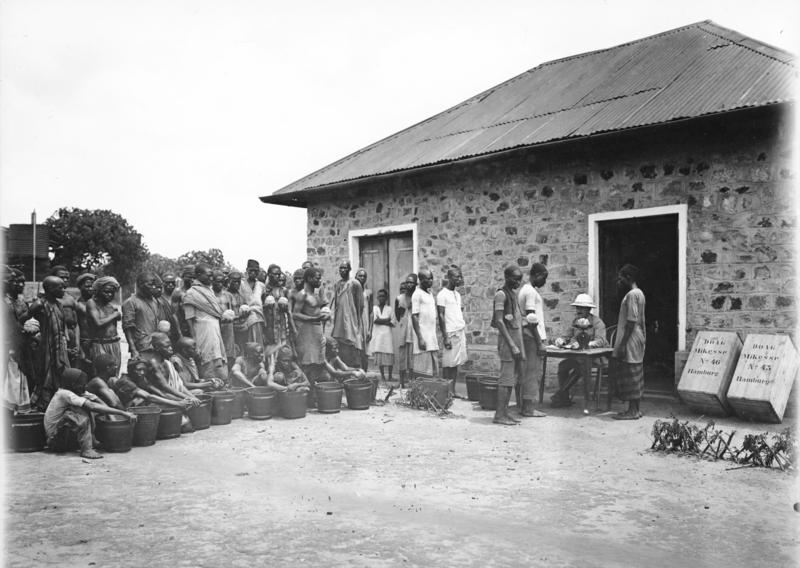
Ablieferung von Kautschuk in Deutsch-Ostafrika

Am Anfang des 20. Jahrhunderts wurde durch die Einführung von Baumwoll-, Kautschuk- und Sisal-Kulturen die landwirtschaftliche Entwicklung gefördert. In den Usambarabergen entstand ab 1902 das Biologisch-Landwirtschaftliche Institut Amani, die damals modernste Einrichtung ihrer Art in Afrika. Die landwirtschaftlich notwendigen Arbeitskräfte wurden teilweise als Zwangsarbeiter eingesetzt. Im Allgemeinen wurde aber die afrikanische Bevölkerung durch die Einführung von Steuern dazu gezwungen, Lohnarbeit aufzunehmen. Die Steuern waren in Bargeld zu entrichten, welches für die Einheimischen nur durch Lohnarbeit bei Europäern erhältlich war. Da man einen Kollaps der lokalen Wirtschaft befürchtete, blieb die in vorkolonialer Zeit übliche Haussklaverei weiterhin erlaubt. Einer Schätzung zufolge waren um 1900 rund zehn Prozent der Bevölkerung Ostafrikas Sklaven.

### Handelsprodukte
Ausfuhrprodukte waren: Elfenbein, Rohkautschuk, Sesam, Kopra, Harze, Kokosnüsse, Matten, Holz, Gehörne, Kaffee, Gewürze und Nilpferdzähne.
Exporterlöse waren:
- 1902: 5.283.290 ℳ
- 1903: 6.738.906 ℳ (einschließlich der Exporte auf dem Landwege: 7.054.207 ℳ)

Importiert wurden: Baumwollprodukte, Reis, Eisenwaren, Wein, Butter, Käse, Speck, Schinken, Fleisch, Bier, Petroleum, Gemüse & Früchte, Mehl, Tabak, Branntwein in einem Wert von:
- 1902: 8.858.463 ℳ
- 1903: 10.688.804 ℳ (einschließlich Importe auf dem Landwege: 11.188.052 ℳ)

### Eisenbahnen

Fahne der Ostafrikanischen Eisenbahngesellschaft

Wichtige Eisenbahnstrecken Deutsch-Ostafrikas waren die Usambara- und die Tanganjikabahn. Zudem bestanden kurze Anschlussstrecken und Kleinbahnen der Plantagengesellschaften. Eine Bahnstrecke zur Erschließung des Nordwestens, die Ruandabahn, sowie im Süden der Kolonie wurde aufgrund des Ersten Weltkriegs nicht mehr ausgeführt. Ein bedeutender Erbauer und Betreiber war die Ostafrikanische Eisenbahngesellschaft, die am 29. Juni 1904 mit Sitz in Berlin gegründet wurde. 1914 waren in Deutsch-Ostafrika etwa 1628 Streckenkilometer in Betrieb.

### Schiffsverkehr

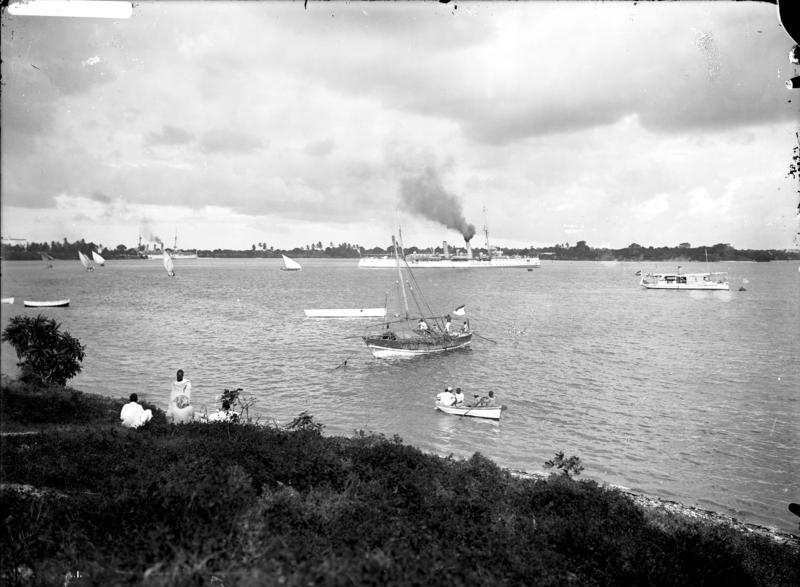
Schiffe auf der Reede am Hafen Daressalam zur deutschen Kolonialzeit

Den Schiffsverkehr zwischen Europa und Deutsch-Ostafrika sowie die Küstenschifffahrt besorgte vor allem die 1890 gegründete Deutsche Ost-Afrika-Linie. Zudem liefen Schiffe der British India Steam Navigation Company und anderer Gesellschaften Deutsch-Ostafrika an. Nennenswerte Hafen- und Landungsanlagen hatten nur die Küstenstädte Daressalam und Tanga, die den Überseeverkehr abwickelten. Daneben bestand ein reger Verkehr mit einheimischen Segelschiffen (Daus). Zum Schutz vor Riffen und Sandbänken wurden an den Küstenplätzen Bojen verlegt und Leuchttürme gebaut. In Daressalam wurde ab 1902 ein Schwimmdock betrieben, das deutschen und ausländischen Schiffen weite Wartungsfahrten ersparte. Zur Seuchen- und Brandbekämpfung wurde 1906 das Desinfektions- und Feuerlöschboot Clayton-Fahrzeug A im Hafen Daressalam stationiert.
Auf dem Malawi-, Tanganjika- und Victoriasee verkehrten kleinere Binnenschiffe und Regierungsdampfer.

### Kolonialgesellschaften und Unternehmen
Folgende Kolonialgesellschaften und Unternehmen wurden in Deutsch-Ostafrika wirtschaftlich aktiv:
- die Centralafrikanische Seen-Gesellschaft, gegründet 1902 durch Otto Schloifer
- die Centralafrikanische Bergbau-Gesellschaft, gegründet 1905 durch Otto Schloifer
- die Kironda-Goldminen-Gesellschaft, gegründet 1908 durch Otto Schloifer
- die Deutsch-Ostafrikanische Gesellschaft in Berlin, gegründet 1885
- die Deutsch-Ostafrikanische Plantagengesellschaft in Berlin, gegründet 1886
- die Deutsche Nyanza-Schiffahrtsgesellschaft m.b.H. in Stuttgart (später Berlin), gegründet 1907
- die Leipziger Baumwollspinnerei-Pflanzungen Cherhami bei Sadani und Kissanke am Wami der Leipziger Baumwollspinnerei Aktiengesellschaft, gegründet 1884[23]
- die L. & O. Hansing, Mrima Land- und Plantagengesellschaft in Hamburg
- die Usambara-Kaffeebaugesellschaft in Berlin, gegründet 1893
- die Pangani-Gesellschaft in Berlin, konstituiert 1894
- die Rheinische Handeï-Plantagen-Gesellschaft in Köln, gegründet 1895
- die Westdeutsche Handels- und Plantagengesellschaft Düsseldorf, gegründet 1895 u. a. durch Albert Poensgen
- Sigi-Pflanzungsgesellschaft m.b.H. in Essen an der Ruhr, gegründet 1897
- Montangesellschaft m.b.H. in Berlin, gegründet 1895
- die Irangi-Gesellschaft in Berlin, gegründet 1896
- Usindja-Gold-Syndikat, später Victoria-Njansa-Gold-Syndikat, Berlin, gegründet 1896
- Kilimandjaro-Handels- und Landwirtschaftsgesellschaft, vormals Kilimandjaro-Straußenzuchtgesellschaft in Berlin, gegründet 1895
- Kaffeeplantage Sakarre AG in Berlin, gegründet 1898
- Lindi-Hinterland-Gesellschaft m.b.H. in Koblenz, vormals Karl Perrot & Co., Deutsche Lindi-, Handels- und Plantagengesellschaft in Wiesbaden, gegründet 1900
- Deutsche Agaven-Gesellschaft in Berlin, gegründet 1902 u. a. durch Albert Poensgen
- Bergbaufeld Luisenfelde G.m.b.H. in Berlin, gegründet 1902
- Ost-Afrikanische Plantagen-Gesellschaft Kilwa-Südland GmbH in Berlin, gegründet 1908
- Ulanga Reis- und Handelsgesellschaft mbH in Hamburg, gegründet 1914
- die Otto-Pflanzung Kilossa der Firma Heinrich Otto & Söhne in Unterboihingen, gegründet 1907

### Nachrichtenwesen
In Deutsch-Ostafrika entstand ein Netz aus Post- und Telegraphenanstalten. Entlegenere Postämter abseits der Eisenbahnen wurden per Botenpost angebunden. Auf den privaten Vorläufer Ostafrikanische Seenpost folgten ab 1894 staatliche Postverbindungen ins Hinterland. Telegraphenlinien verliefen von Tanga nach Mikindani, von Tanga nach Aruscha, von Kilossa nach Iringa sowie von Daressalam über Kilossa und Tabora nach Muansa. An etwa einem Dutzend Plätzen wurden Ortsfernsprechnetze installiert. Durch das in Bagamojo und Daressalam einlaufende Seekabel der Eastern and South African Telegraph Company wurde die Kolonie über Sansibar an das Welttelegraphennetz angeschlossen. Bis 1914 wurden drei Funkstationen für drahtlose Telegraphie gebaut, die dem innerafrikanischen bzw. dem küstennahen Funkverkehr dienten. Im Landesinneren wurden Muansa und Bukoba am Victoriasee 1911 mit Funkstellen ausgerüstet. Daressalam erhielt 1913 eine Küstenfunkstelle. Eine transkontinentale Großfunkstation nach dem Vorbild der Funkstation Kamina (die Station in der Kolonie Togo) sollte bei Tabora errichtet werden, kam aber durch den Ausbruch des Ersten Weltkrieges nicht mehr zustande.

## Der Maji-Maji-Aufstand

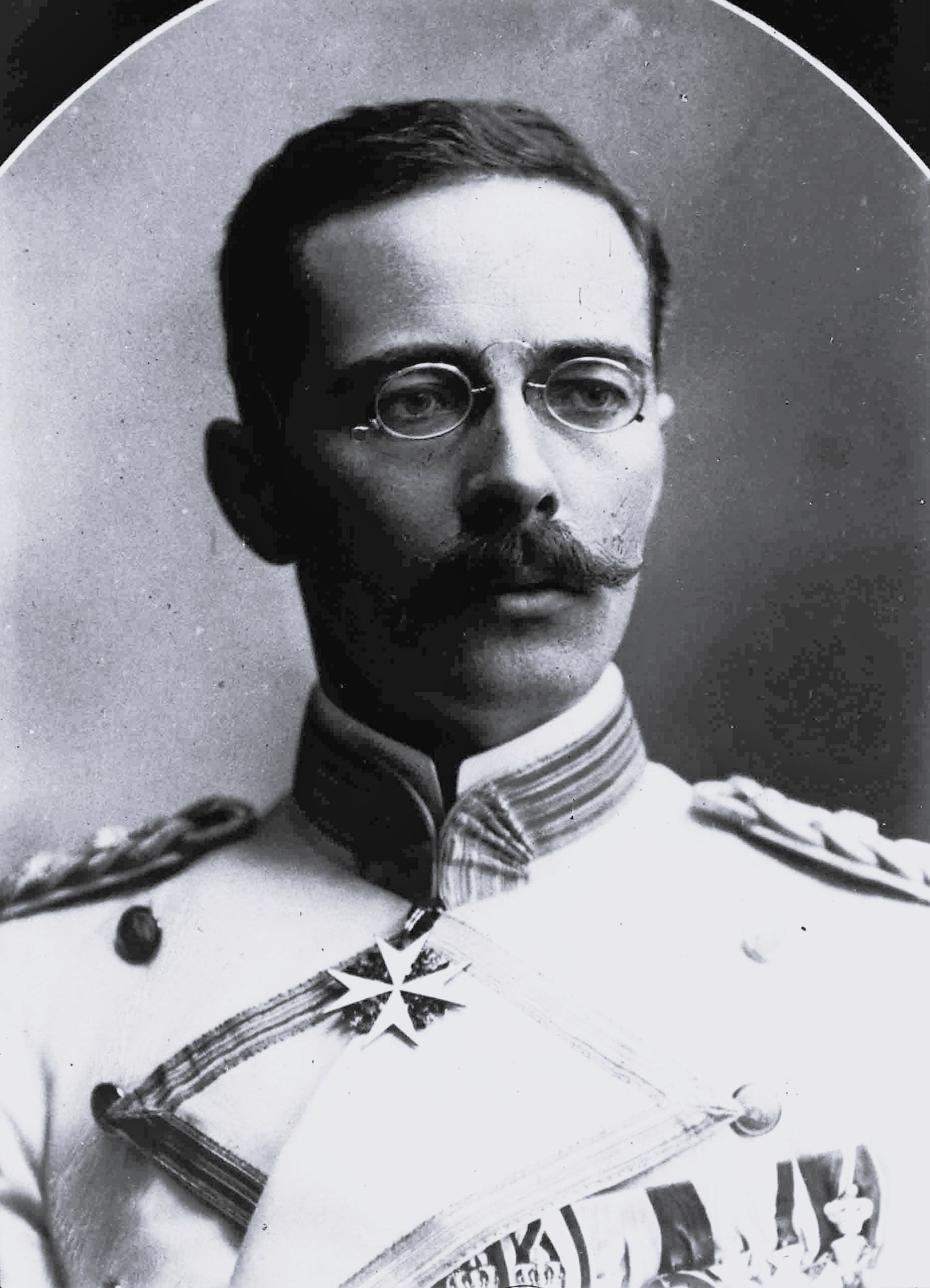
Gustav Adolf Graf von Götzen

Wegen zunehmender repressiver Maßnahmen, der Erhöhung der Steuern und besonders der Einführung der so genannten Dorfschamben (Baumwollfelder, auf denen die Einwohner eines Dorfes zur Arbeit gezwungen wurden) brach 1905 der Maji-Maji-Aufstand aus. Die ersten Unruhen ereigneten sich in der zweiten Julihälfte unter den Matumbi im Dorf Nandete westlich der Küstenstadt Kilwa. Die deutsche Kolonialverwaltung in Daressalam hoffte zu diesem Zeitpunkt noch, dass es sich dabei um ein lokal begrenztes Ereignis handelte. Diese Einschätzung des Gouverneurs Gustav Adolf Graf von Götzen sollte sich jedoch spätestens am 15. August als völlig verfehlt erweisen, als Aufständische den Militärposten von Liwale erstürmten. Der Widerstand gegen die Kolonialherrschaft nahm damit für die Deutschen endgültig bedrohliche Ausmaße an.
Die besondere Gefahr für die Kolonialverwaltung lag in der Struktur des Widerstandes, der sich schnell über ethnische und politische Grenzen hinweg ausbreitete. Binnen weniger Wochen und Monate schlossen sich unterschiedliche Volksgruppen der Aufstandsbewegung an. Dies wurde vor allem durch den Maji-Kult ermöglicht, der traditionelle Mythen aufgreifend in verschiedenen Gebieten auf Resonanz stieß. Der Prophet Kinjikitile Ngwale predigte den Widerstand gegen die Deutschen und verbreitete seine Botschaft mit Hilfe „heiligen Wassers“ (maji, „Wasser“) als eine Art Medizin. Das Maji sollte die Aufständischen im Kampf schützen, indem es die feindlichen Gewehrkugeln zu Wassertropfen verwandeln sollte. Die integrative Kraft des Maji-Kultes fand ihren Höhepunkt in der Schlacht bei Mahenge. Im Sturm auf die Boma von Mahenge am 30. August 1905 griffen mehrere Tausend Afrikaner den deutschen Posten an, der von etwa 80 Mann Schutztruppe und 200 Mann loyalen Einheimischen verteidigt wurde. Im Maschinengewehrfeuer erlitten die Angreifer verheerende Verluste und das Versagen der vorausgesagten Wirkung des Maji wurde offensichtlich.
Der Rückschlag von Mahenge bedeutete aber noch nicht das Ende der Ausweitung des Aufstands. Weitere Gruppen schlossen sich der Bewegung an, und so kontrollierten die Aufständischen im Oktober etwa die Hälfte der Kolonie. In der Folge der verlustreichen offenen Feldschlachten verlegten sich die Aufständischen dennoch bald auf die Führung eines Kleinkrieges gegen die Deutschen, der sich, wenn auch ohne die bisherige übergreifende Kooperation, bis 1907 fortsetzte.
Ab 1906 wandten die Deutschen gegen die Guerilla-Taktik der Aufständischen eine „Strategie der verbrannten Erde“ an. Dörfer wurden zerstört, Ernten und Vorräte verbrannt, Brunnen zugeschüttet und Angehörige der Anführer in „Sippenhaft“ genommen, um den Aufständischen die Grundlage zur Kriegsführung zu entziehen. Die Folge war eine verheerende Hungerkatastrophe, die ganze Landstriche entvölkerte und die die sozialen Strukturen der afrikanischen Gesellschaft nachhaltig veränderte. Die Verluste auf Seiten der Aufständischen werden heute auf 100.000 bis 300.000 Personen geschätzt. Auf der Gegenseite kamen 15 Europäer und 389 afrikanische Soldaten ums Leben. Die Anzahl deutscher Soldaten in der Kolonie (ohne afrikanische Askari) lag während des gesamten Aufstandes niemals über 1000 Mann (neben der Schutztruppe kamen noch Besatzungsmitglieder deutscher Kriegsschiffe als „Landsoldaten“ zum Einsatz sowie kriegsfreiwillige Zivilisten, darunter eine Anzahl nichtdeutscher Weißer, zumeist Briten und Südafrikaner). Der Reichstag in Berlin wollte keine zusätzlichen Mittel zur Niederwerfung des Aufstandes bewilligen, da die Kolonie sich im Unterschied zum als „Siedlungskolonie“ vorgesehenen Deutsch-Südwestafrika „selbst tragen“ sollte.
Die Vorgänge in Ostafrika wurden aus verschiedenen Gründen im Deutschen Reich kaum wahrgenommen und standen bzw. stehen bis heute im Schatten des Krieges und Völkermordes in Deutsch-Südwestafrika. Um die Stabilität der Kolonie zu sichern, wurde das Herrschaftssystem nach dem Ende des Krieges unter dem neuen Gouverneur Rechenberg entschärft. Die Reformmaßnahmen scheiterten jedoch weitgehend am Widerstand der weißen Siedler. Dennoch gab es bis zum Ende der deutschen Herrschaft in Ostafrika keinen nennenswerten Widerstand mehr.

## Die Bevölkerung am Vorabend des Weltkriegs

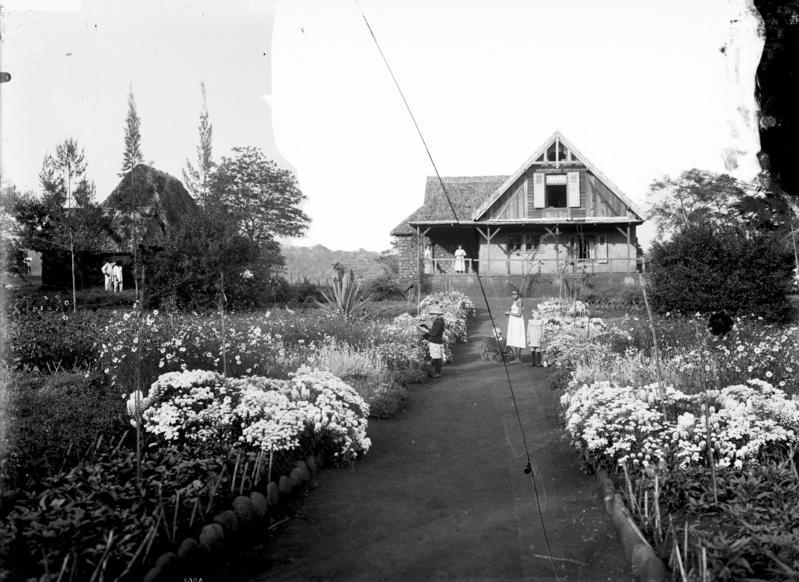
Garten und Wohnhäuser einer Mission am Kilimandscharo, zwischen 1906 und 1918

Die kolonialen Widersprüche blieben auch nach dem Ende des Maji-Maji-Krieges bestehen. In der bevölkerungsreichsten Kolonie des Deutschen Reiches kamen auf über 7,5 Millionen Einheimische nur gut 5000 Europäer, die sich vorwiegend an den Küstenplätzen und Amtssitzen aufhielten. In den Jahren vor dem Ersten Weltkrieg begann eine geringfügige Besiedelung aus Europa, vor allem um den Kilimandscharo und in den Usambara-Bergen. Das milde Höhenklima galt unter Europäern im Vergleich zu den südlichen Savannen und Sümpfen als erträglicher. 1913 befanden sich jedoch lediglich 882 deutsche Siedler (Farmer und Pflanzer) in der Kolonie. Demgegenüber arbeiteten etwa 70.000 Afrikaner auf den Plantagen Deutsch-Ostafrikas. Unter den übrigen Deutschen waren zu diesem Zeitpunkt viele Regierungsbeamte (551) sowie Angehörige der Schutz- und Polizeitruppe (260 bzw. 65). Unter den Europäern zeichneten sich abweichende Mentalitäten zwischen Plantagenbesitzern und Stadtbevölkerung ab. Die Städter standen in den Augen vieler Farmer für eine übertriebene Bürokratisierung und eine als zu gutmütig empfundene Landpolitik. Neben Afrikanern und Europäern bestanden asiatische Bevölkerungsteile, namentlich Araber und Inder. Sie spielten eine wichtige Rolle im Handel und in der Lokalverwaltung der Kolonie, doch war ihre Position oft unsicher, da sie weder von der afrikanischen Mehrheitsgesellschaft noch der europäischen Machtelite voll anerkannt wurden.
| Bevölkerung in Deutsch-Ostafrika (1913) | Bevölkerung in Deutsch-Ostafrika (1913) | Bevölkerung in Deutsch-Ostafrika (1913) | Bevölkerung in Deutsch-Ostafrika (1913) |
|                                         | landesweit                              | davon in Daressalam                     |                                         |
| --------------------------------------- | --------------------------------------- | --------------------------------------- | --------------------------------------- |
| Afrikaner                               | ca. 7.645.000                           | 19.000                                  |                                         |
| Araber                                  | 4000                                    |                                         |                                         |
| Inder                                   | 8800                                    | 2629                                    |                                         |
| Europäer                                | 5339 (darunter 4107 Deutsche)           | 967                                     |                                         |
| Gesamt                                  | 7.663.139                               | 22.596                                  |                                         |

## Bildungspolitik
Mit dem Beginn der Kolonialzeit verstärkte sich die Bedeutung des Swahili, da sich die deutschen Kolonialherren beim Aufbau der Verwaltung einheimischer Helfer aus dem swahilisprachigen Gebiet bedienten und die Sprache auch als Verwaltungssprache einsetzten. Die Deutschen setzten hierbei das Swahili konsequent als Amtssprache für den direkten Kontakt mit den Einheimischen auf den unteren Ebenen der Verwaltung sowie in den staatlichen Schulen ein, wohingegen die zahlreichen Missionsschulen eher auf die Lokalsprachen der einzelnen Volksgruppen setzten.

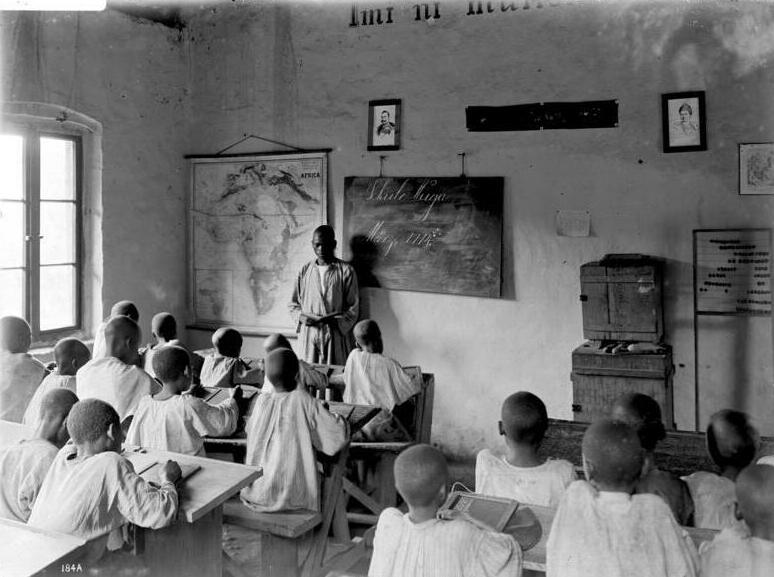
Schule in der evangelischen Missionsstation bei Wuga in Usambara, März 1914

Uneins waren sich die deutschen Kolonialherren auch in der Religions- und Schulpolitik, was besonders die Rolle der muslimischen Bewohner Deutsch-Ostafrikas betraf. Obwohl ihr Anteil an der Gesamtbevölkerung nur etwa vier Prozent betrug, wurden über sie unterschiedliche Auffassungen vertreten. Die deutsche Kolonialverwaltung vertrat mehrheitlich den Standpunkt der Religionsneutralität und schätzte die muslimischen Bewohner als weitestgehend loyale Untertanen. Die kirchennahen Parteien, wie das Zentrum, und kirchliche Vertreter sahen hingegen durch die Gleichbehandlung die christliche Missionierung in Gefahr. Innerhalb der Schulpolitik bildete dies den Rahmen für den Zwist zwischen Unterstützern der Regierungsschulen und jenen der Missionsschulen. An Regierungsschulen wurden auch Muslime ausgebildet, die so Aufstiegschancen erhielten. In den Missionsschulen blieb ihnen dies verwehrt. Auch wenn der Anteil der Regierungsschulen weitaus geringer war als jener der Missionsschulen (1911 ca. 8 % gegen 92 %), wurden Muslime vom Gouvernement gefördert und gerne in der niederen Verwaltung eingesetzt.

## Der Erste Weltkrieg
Die Kolonie war während der gesamten Dauer des Ersten Weltkrieges umkämpft. Bis März 1916 gelang es der Schutztruppe, einen Landungsversuch britisch-indischer Truppen bei Tanga abzuwehren, mehrere Vorstöße in die britischen und belgischen Nachbargebiete zu unternehmen und den größten Teil des Gebietes gegen erste Angriffe aus Kenia zu halten. Im Jahr 1916 hatten die Alliierten dann stärkere Kräfte zusammengezogen und marschierten aus Kenia, Belgisch Kongo und Nyassaland in Deutsch-Ostafrika ein. Innerhalb weniger Monate hatten sie die Schutztruppe in den unwegsamen Süden des Landes zurückgedrängt. Nach schweren Kämpfen zog sich die Schutztruppe nach großen Verlusten unter ihrem Kommandeur Paul von Lettow-Vorbeck im November 1917 in die portugiesische Kolonie im heutigen Mosambik zurück, wo sie sich mehrmonatige Rückzugsgefechte mit alliierten Truppen lieferte. Im Oktober 1918 drang die Schutztruppe durch den Süden Deutsch-Ostafrikas in Nordrhodesien ein. Wegen der verspätet eingetroffenen Nachricht vom Waffenstillstand in Compiègne endete der Krieg in Ostafrika erst am 25. November 1918 mit einem Abkommen zur Überführung der Schutztruppe und der deutschen Bevölkerung nach Deutschland.
Die Kämpfe hatten ab 1916 schwere Verwüstungen im Lande zur Folge. Unter der Zivilbevölkerung gab es Hunderttausende von Opfern, vor allem aufgrund der vielen Toten bei den zwangsweise zum Transportdienst für das Militär gepressten Trägern, einer sich ab 1917 verschärfenden Hungersnot und der Auswirkungen der weltweiten Grippeepidemie von 1918 bis 1920 auf die geschwächte Bevölkerung.

## Der Versailler Vertrag
Der Versailler Vertrag bestimmte, dass Deutschland alle Kolonien abzugeben hatte. Deutsch-Ostafrika wurde am 20. Januar 1920 der Verwaltung des Völkerbundes unterstellt. Das Gebiet Deutsch-Ostafrikas wurde gemäß vorher getroffener Absprachen zwischen Belgien und Großbritannien aufgeteilt. Belgien erhielt Mandate über Burundi und Ruanda und Großbritannien das Mandat über Tanganjika zugesprochen. Im Süden fiel das kleine Kionga-Dreieck an Portugiesisch-Ostafrika (Mosambik), womit hier die Grenze an die Rovumamündung vorgeschoben wurde.

## Liste der Gouverneure von Deutsch-Ostafrika

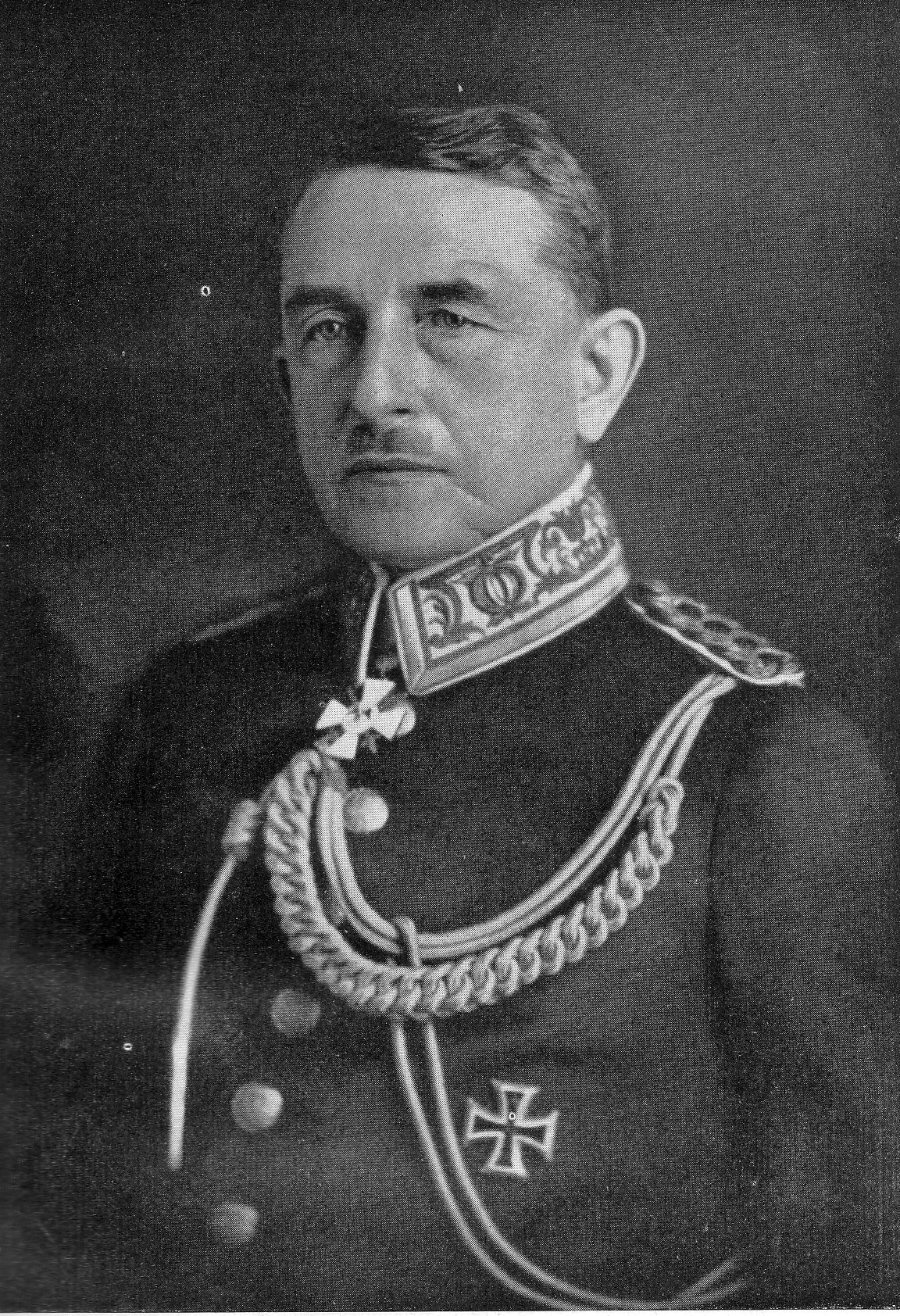
Heinrich Albert Schnee

In Ostafrika trat erstmals 1888 mit Wissmann als militärischem Reichskommissar ein Vertreter der deutschen Regierung auf. Zuvor bestanden verschiedene Stationen und Vertretungen der Deutsch-Ostafrikanischen Gesellschaft, die keine Regierungsgewalt ausüben konnten; Carl Peters wurde 1885 seitens der Kolonialgesellschaft zum „ersten Executivbeamten“ mit Generalvollmacht ernannt. Der erste Versuch zur Übernahme von hoheitlichen Aufgaben brach nach wenigen Tagen mit dem Aufstand von 1888 zusammen.
- 1888–1891: Hermann von Wissmann (Reichskommissar)
- 1891–1893: Julius Freiherr von Soden
- 1893–1895: Friedrich Radbod Freiherr von Schele
- 1895–1896: Hermann von Wissmann
- 1896–1901: Eduard von Liebert
- 1901–1906: Gustav Adolf Graf von Götzen
- 1906–1912: Georg Albrecht Freiherr von Rechenberg
- 1912–1918: Heinrich Albert Schnee

## Deutsche Ortsnamen
- Bismarckburg (Kasanga)
- Neu-Gottorp (Uvinza)
- Neu-Langenburg (Tukuyu)
- Sphinxhafen (Liuli)
- Wilhelmstal (Lushoto)

Der höchste Berg Afrikas, der Kibo im Kilimandscharo-Massiv, wurde als Kaiser-Wilhelm-Spitze bezeichnet.

## Filme
- Die Reiter von Deutsch-Ostafrika
- Carl Peters, 1941, Regie: Herbert Selpin
- Mamba, USA 1930, Regie: Albert S. Rogell
- Brüll den Teufel an, UK 1972, Regie: Peter R. Hunt
- Kopfjagd in Ostafrika (= Folge 1 der Doku-Drama-Serie Das Weltreich der Deutschen), 45 Min., D 2010.
- Die Liebe zum Imperium – Deutschlands dunkle Vergangenheit in Afrika, Dokumentarfilm, 60 Min., Regie: Peter Heller, D 1978.